# Andri Snær Magnason

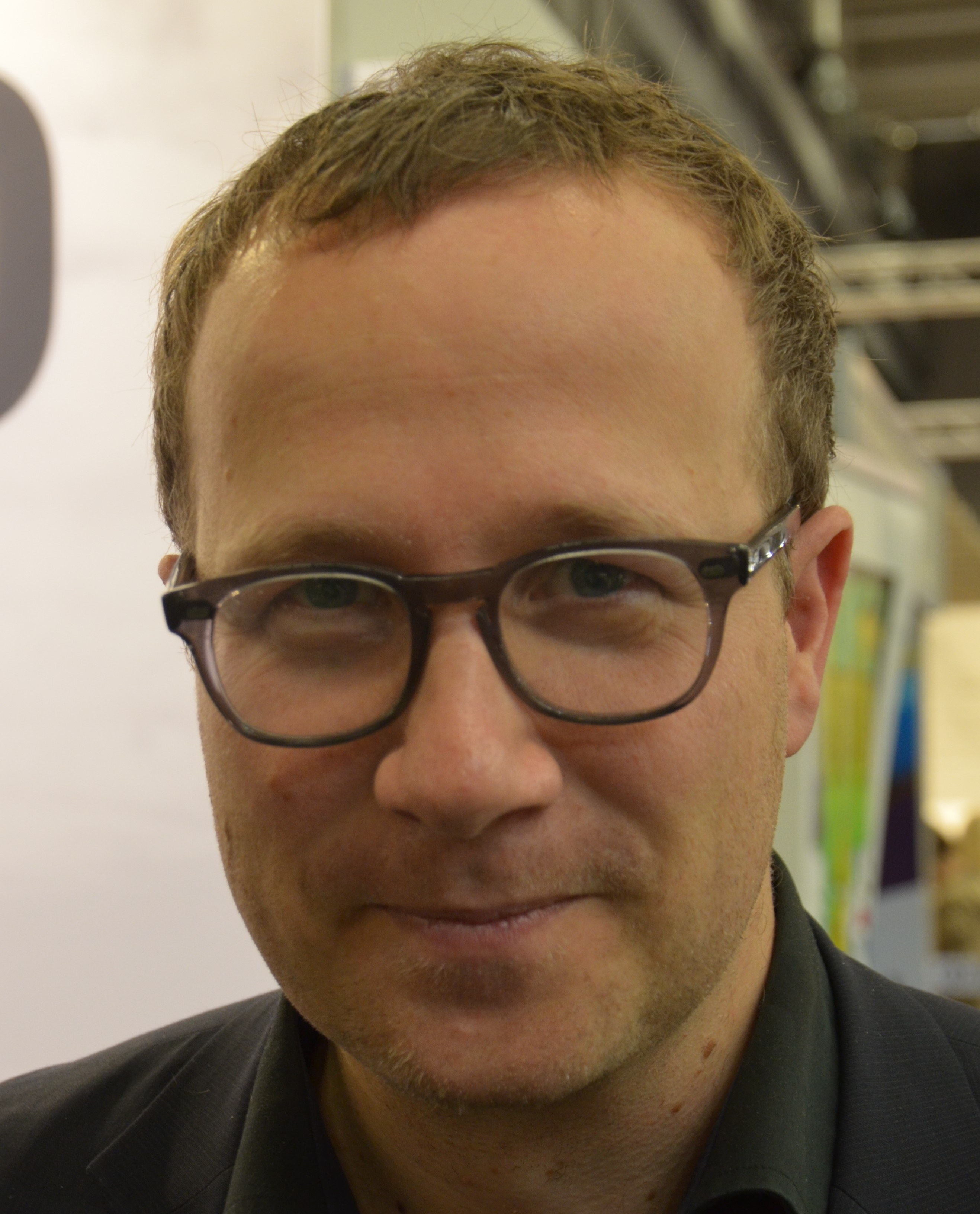
Andri Snær Magnason (2014)

Andri Snær Magnason (* 14. Juli 1973 in Reykjavík) ist ein isländischer Schriftsteller. Er war ein Kandidat in der Präsidentschaftswahl in Island 2016.

## Ausbildung
1997 schloss Andri Snær Magnason das Studium der Isländischen Literatur an der Universität Island (Háskóli Íslands) mit einer Arbeit über den Lyriker Ísak Harðarson ab. Anschließend arbeitete er für das Arnamagnäanische Institut, für das er die dortige Sammlung von Schallaufnahmen isländischer Volkspoesie untersuchte. Dieses Projekt erhielt eine Auszeichnung durch den isländischen Präsidenten und wurde als CD unter dem Titel Raddir (wörtlich: „Stimmen“) veröffentlicht. Die vom Label Bad Taste und dem Árni Magnússon Institut herausgegebene CD enthält Aufnahmen isländischer Volkspoesie aus den Jahren 1903 bis 1973, vorgetragen von Isländern aus allen Teilen der Insel.

## Werke
Sein erstes veröffentlichtes Werk war der Gedichtband Ljóðasmygl og skáldarán 1995. Es folgten der Gedichtband Bónusljóð und der Kurzgeschichtenband Engar smá sögur. Sein bekanntestes Werk sind wohl seine Kinderbücher so wie Blái hnötturinn oder Sagan af bláa hnettinum, deutsch: Die Geschichte vom blauen Planeten. Dieses wurde in zwölf Sprachen übersetzt und die isländische Band múm komponierte dazu 2001 einen Soundtrack. Sein Roman LoveStar wurde im Jahr 2002 veröffentlicht und gewann zahlreiche Auszeichnungen.

## Engagement für Umweltschutz
Auf Anregung von Andri Snær Magnason schaltete die Stadtverwaltung von Reykjavík am 28. September 2006 in der Zeit von 22 Uhr bis 22 Uhr 30 sämtliche Lichter in der Hauptstadt ab, während ein Astronom in einer Radioübertragung die Konstellationen am Sternenhimmel kommentierte. Mit der Aktion sollte auf das Problem der Lichtverschmutzung aufmerksam gemacht werden.
Im März 2006 erschien Andri Snær Magnasons Buch Draumalandið – sjálfshjálparbók handa hræddri þjóð, auf Englisch Dreamland: A Self-Help Manual for a Frightened Nation, in dem er sich gegen die Aluminiumindustrie und deren naturzerstörerische Energienutzung in Island wendet. Er wurde dafür 2006 mit dem Isländischen Literaturpreis ausgezeichnet. Das Buch diente als Grundlage für einen gleichnamigen Dokumentarfilm, bei dem Andri als Co-Regisseur mitwirkte. 2011 erschien mit Traumland – Was bleibt, wenn alles verkauft ist? das Werk auch auf Deutsch.
Andri Snær Magnason ist Mit-Initiator einer Initiative, die in dem ehemaligen Elektrizitätswerk Toppstöðin in Reykjavík nachhaltige kulturelle und sozioökonomische Projekte entwickelt.

## Traumland – Was bleibt, wenn alles verkauft ist?
In seinem Buch „Traumland – Was bleibt, wenn alles verkauft ist?“ kritisiert Andri Snær Magnason die Zerstörung der isländischen Natur durch die Errichtung von Staudämmen zum Nutzen der Aluminiumindustrie und die Ausbeutung von Naturressourcen für kurzfristigen Profit. Er stellt dar, wie die isländische Regierung mit Islands „grünem“ Energiepotenzial Investoren anwirbt, um vor allem die von Abwanderung und Arbeitslosigkeit geprägte Ostküste wirtschaftlich zu stärken. Weitere Wasserkraftwerke werden gebaut, unter anderem Europas größter Staudamm, das Kárahnjúkar-Kraftwerk, für welchen Gletscherflüsse und Wasserfälle trockengelegt und ganze Landstrichte geflutet wurden.
Ferner widmet sich Andri Snær Magnason dem Thema der militärischen Stationierung seitens der USA und deren Einfluss auf die Wirtschaft Islands. Keflavík wurde 1951 zum US-Militärstützpunkt und bot 1953 rund 3000 Arbeitsplätze, was rund vier Prozent der arbeitenden Bevölkerung Islands ausmachte. Als Keflavík Ende des 20. Jahrhunderts für die USA an Bedeutung verlor, sahen viele Isländer ihre Arbeitsplätze gefährdet. Andri kritisiert, wie krampfhaft versucht wird, ein System aufrechtzuerhalten, welches längst überholt ist. Er beschreibt ferner, wie aus Krieg Profit geschlagen wird und Frieden als Bedrohung für die Wirtschaft gesehen wird.
Mit seinem Buch „Traumland“ appelliert Andri Snær Magnason an die Grundsäulen der Demokratie: Rede- und Meinungsfreiheit. Er ruft das isländische Volk dazu auf, sich für die Naturschätze Islands einzusetzen, Alternativen zu finden und sich mehr auf die eigenen Fähigkeiten zu verlassen, anstelle blind zu glauben, die Aluminiumindustrie sei die einzige Möglichkeit, den Osten Islands vor Abwanderung und Arbeitslosigkeit zu bewahren.

## Politik
Andri Snær Magnason trat als Kandidat zur Präsidentschaftswahl in Island 2016 an. Er erhielt 14,3 % der Stimmen und lag damit hinter dem Wahlsieger Guðni Th. Jóhannesson (39,1 %) und Halla Tómasdóttir (27,9 %) auf dem dritten Platz.

## Auszeichnungen (Auswahl)
- 2013: Isländischer Literaturpreis, Kategorie Kinderliteratur für Tímakistan.
- 2010: KAIROS-Preis der Alfred Toepfer Stiftung F.V.S.
- 2006: Isländischer Literaturpreis, Kategorie Sach- und Fachliteratur für Draumalandið (dt. „Traumland“).
- 2004: Kinder- und Jugendbuchpreis des Westnordischen Rats für „Die Geschichte vom blauen Planeten“.

## Musik
- 1998: Raddir. Arni Magnusson Institute / Badtaste records (zusammengestellt von Andri Snær Magnason and Rósa Þorsteinsdóttir)

## Filme
- 2009: Draumalandið (Regie: Þorfinnur Guðnason und Andri Snær Maganason)

## Werke (Auswahl)
- Ljóðasmygl og skáldarán. Gedichte, 1995.
- Bónusljóð. Gedichte, 1996.
  - BÓNUS – Supermarktgedichte. zweisprachig: deutsch/isländisch, orange-press, Freiburg 2011, ISBN 978-3-936086-58-4.
- Sagan af bláa hnettinum. Kinderbuch, 1999.
  - Geschichte vom blauen Planeten. Leipzig 2007.
- Bók í mannhafið. Gedichte, 2000 (Hrsg.: Andri Snær Magnason).
- LoveStar., Roman, 2002.
  - LoveStar. Lübbe, Köln 2010, ISBN 978-3-7857-6028-4.
- Draumalandið. Sachbuch, 2006.
  - Traumland – Was bleibt, wenn alles verkauft ist? orange-press, Freiburg 2011, ISBN 978-3-936086-53-9.
- Um tímann og vatnið. Sachbuch, 2019.
  - Wasser und Zeit – Eine Geschichte unserer Zukunft. Insel Verlag, Berlin 2020, ISBN 978-3-458-17868-2.